# The Warning (Lied)
The Warning (englisch für „die Warnung“) ist ein Lied des US-amerikanischen Rappers Eminem, das von Dr. Dre produziert wurde und am 30. Juli 2009 erschien. Der Disstrack richtet sich gegen die Sängerin Mariah Carey und ist Teil einer langanhaltenden Fehde zwischen den beiden Künstlern.

## Hintergrund
Seit 2001 behauptete Eminem Mariah Carey über einen Zeitraum von sechs Monaten gedatet zu haben. In dieser Zeit hatte Carey eine schwere Krise, unter anderem hatte sie zu dieser Zeit einen Nervenzusammenbruch. Carey dagegen stritt dies immer ab. Sie habe ihn nur ein paar Mal getroffen und meistens wäre es um geschäftliche Dinge gegangen. Eminem erwähnte sie daraufhin in einigen Songs. Carey antwortete mit dem Track Clown auf dem Album Charmbracelet. Auf seiner Anger Management Tour präsentierte Eminem Voice Mails, die seine Behauptungen unterstützen sollten. Auf seinem Album Relapse veröffentlichte er schließlich einen Titel namens Bagpipes from Baghdad, der so auslegbar ist, dass Eminem immer noch in Carey verliebt sei. Careys Ehemann Nick Cannon reagierte auf den Song mit einem längeren Statement auf seiner Website, in dem er Eminem zum Kampf herausforderte. Eminem nahm dies sportlich.
Schließlich erschien am 16. Juni 2009 das Lied Obsessed, das als eine Antwort auf Eminems nachhaltige Erwähnungen gesehen werden kann. Auf diesen Song reagierte schließlich Eminem am 30. Juli 2009 mit The Warning.

## Musikstil und Inhalt
Das Lied wurde von Dr. Dre produziert und ist im Midtempo gehalten. Der Beat besteht fast ausschließlich aus einem konstanten Drumbeat und Keyboardklängen im Hintergrund, die an ein Liebeslied erinnern sollen. Das Lied hat keinen Refrain.
Der Text handelt von Eminems kurzer Beziehung mit Carey und der anschließenden Kontroverse. Im Lied bedroht er Carey und ihren Ehemann mit der Veröffentlichung weiterer Voicemails sowie eindeutiger Bilder. Zudem gibt er an, Sex mit Carey gehabt zu haben. Da er aber zu früh gekommen sei, habe er auf ihren Bauch ejakuliert. Zudem bezeichnet er Mariah Carey im Text mehrfach als Alkoholikerin und macht sich lustig über die spätere Karriere des Stars. Am Ende finden sich einige Zeilen, in denen eine weibliche Stimme in den Song geschnitten wurde, die Mariah Carey darstellen soll. Dabei bleibt unklar, ob diese aus den angeblichen Voicemails extrahiert wurde oder schlicht nachgestellt ist. In diesen Textzeilen bezeichnet Mariah Carey sich selbst als Mary Poppins.

## Antwort
Carey reagierte nicht auf den Disstrack, doch ihr Mann veröffentlichte im September 2010 den Song I’m a Slick Rick, in dem er auf Eminems Track antwortet und dabei den britischen Rapper Slick Rick imitiert. Zudem forderte er Eminem zu einem Boxkampf heraus, dessen Einnahmen zu wohltätigen Zwecken gespendet werden sollten. Dieser fand jedoch nie statt.

## Rezeption
Daniel Kreps vom Rolling Stone sah The Warning als einen Track, der mehr auf den Punkt bringe, als viele Songs von Eminems letztem Album Relapse, Simon Vozick-Levinson von Entertainment Weekly fand jedoch, dass nur eine Line gegen Nick Cannon richtig gesessen habe und der Rest sehr vorhersehbar war.

## Chartplatzierungen
Der Song erreichte nicht die Billboard Hot 100, platzierte sich jedoch in drei Billboard-Spezialcharts.
| Chart (2009)                                      | Höchstposition |
| ------------------------------------------------- | -------------- |
| US Bubbling Under R&B/Hip-Hop Singles (Billboard) | 8              |
| US Rap Songs (Billboard)                          | 23             |
| US Rhythmic Top 40 (Billboard)                    | 31             |